# Nqwebasaurus thwazi
Nqwebasaurus thwazi — вид ящеротазових динозаврів, що мешкав у ранній крейді, 140 млн років тому. Описаний по добре збереженому скелету, ймовірно, нестатевозрілої особи, який знайдений у відкладеннях формації Кірквуд у Південно-Африканській Республіці.

## Назва
Назва роду Nqwebasaurus походить від місцевості Ньквеба; так мовою коса називається територія, де знаходиться формація Кірквуд. До отримання наукової назви на честь цього формування його називали «Кіркі».

## Опис
Дрібний динозавр завдовжки близько 90 см (невідома довжина хвоста) та 30 см заввишки. Розрахункова вага тіла на основі довжини стегнової кістки — 4,91 кг.

## Раціон
Раціон Nqwebasaurus є невизначеним. Спершу Nqwebasaurus вважався м'ясоїдом. Проте у нього невелика кількість зубів як для хижака, а в череві знайдені гастроліти, що передбачає рослиноїдну дієту. Можливо динозавр був всеїдним.